# Zarza-Capilla
Zarza-Capilla – gmina w Hiszpanii, w prowincji Badajoz, w Estramadurze, o powierzchni 92,01 km². W 2011 roku gmina liczyła 382 mieszkańców.